# Logistik

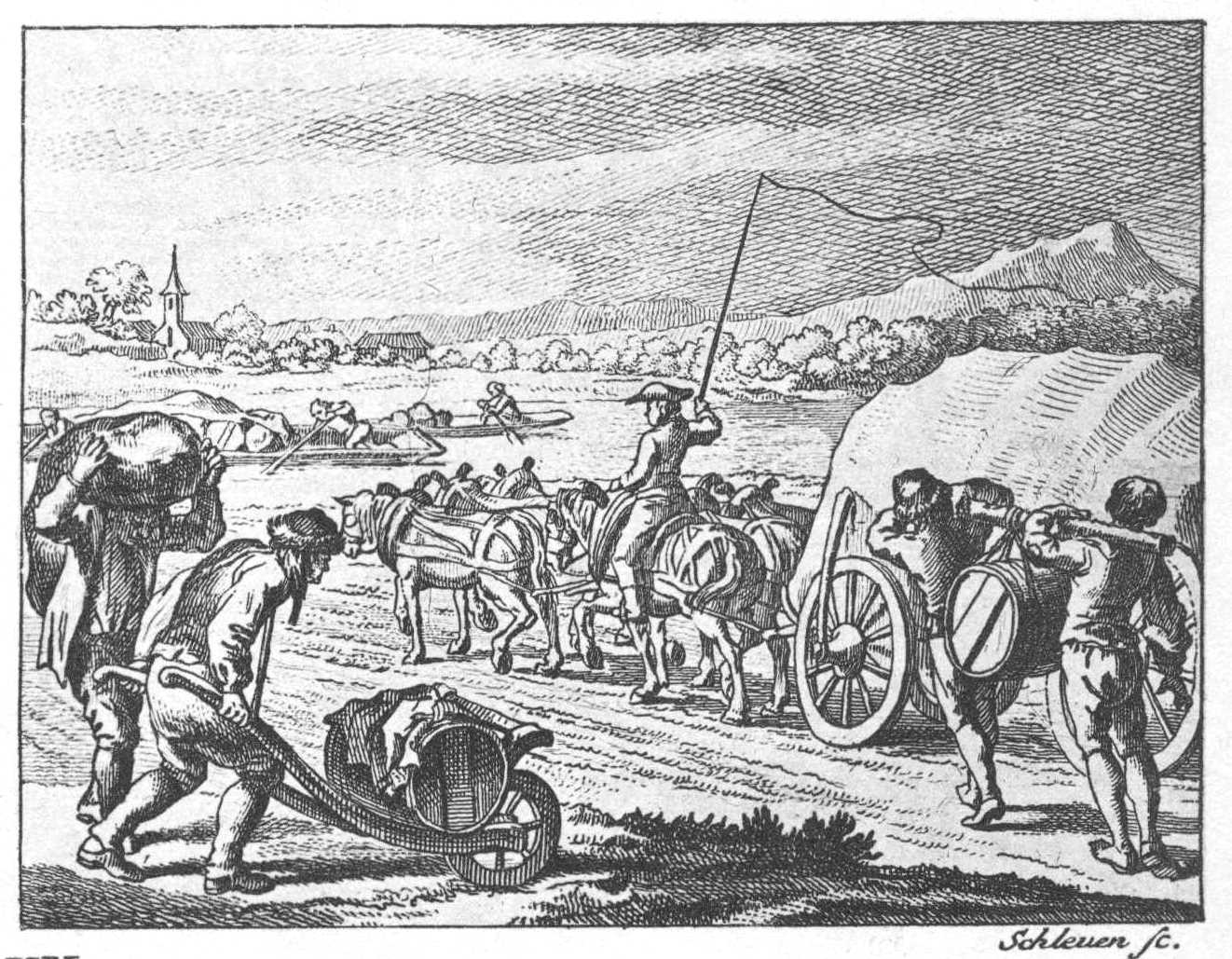
Logistik des 18. Jahrhunderts in einem Kupferstich von Daniel Chodowiecki

Die Logistik ist sowohl eine interdisziplinäre Wissenschaft als auch ein Wirtschaftszweig oder eine betriebliche Funktion in Wirtschaftssubjekten, die sich mit der Planung, Steuerung, Optimierung und Durchführung von Güter-, Informations- und Personenströmen befasst.

## Allgemeines
Zu diesen Strömen zählt das Transportieren, Umschlagen, Lagern (TUL-Prozess), Kommissionieren, Sortieren, Verpacken und Verteilen. Bei Stückgütern spricht man vom Materialfluss. Zum Teil wird auch die Gesamtheit dieser planerischen oder durchführenden Prozesse als Logistik bezeichnet. Neben dieser sogenannten prozess- oder flussorientierten Sichtweise auf die Logistik gibt es auch andere Sichtweisen, die sie als Instrument der Unternehmensführung betrachten, sowie die Sichtweise, dass sämtliche Phasen im Produktlebenszyklus von der Logistik betrachtet werden (lebenszyklusorientierte Sichtweise). Wirtschaftssubjekte, die Logistik betreiben, sind Unternehmen, der Staat (Behörden) oder Privathaushalte.
Die Logistikbranche besteht zu einem großen Teil aus Spediteuren und Lagereien sowie Verkehrsunternehmen und wurde durch die Verteilung (Dislozierung) von Produktionen auf zahlreiche Standorte (Globalisierung) seit Ende des 20. Jahrhunderts immer bedeutender. In Deutschland ist sie inzwischen die drittgrößte Branche nach Zahl der Beschäftigten bei vergleichsweise geringer spezifischer Wertschöpfung. Wirtschafts- und Ingenieurwissenschaften beschäftigten sich selbstständig mit den verschiedenen Aspekten der Logistik. Dazu zählt beispielsweise das Lieferkettenmanagement sowie die Verkehrs- oder Materialflusstechnik. Die entsprechenden Teildisziplinen sind inzwischen zu einer neuen interdisziplinären Wissenschaft zusammengewachsen. In Organisationen gibt es oft eigenständige Bereiche, die sich mit der Logistik beschäftigen. Im Militär ist dies die Logistiktruppe, in Krankenhäusern die Krankenhauslogistik und in Unternehmen Logistikabteilungen mit unterschiedlichem Aufgabenumfang.
Der Ursprung der Logistik liegt im militärischen Bereich, in den 1960ern und 70ern verbreitete sie sich auch in der Wirtschaft. Der Großteil der modernen Fachliteratur befasst sich mit der Logistik von Unternehmen. Der Begriff der Logistik wurde über die folgenden Jahrzehnte immer weiter ausgedehnt. Anfangs war damit nur die Verteilung von Waren gemeint (Absatzlogistik), bald auch die Beschaffungslogistik und die Produktionslogistik. Im Zentrum der Betrachtung standen die Transportlogistik, das Umschlagen und das Lagern. Moderne Interpretationen betrachten nicht nur die Querschnittsfunktion innerhalb eines Unternehmens über Beschaffung, Produktion und Absatz hinweg, sondern auch die gesamte Lieferkette und Wertschöpfungskette über mehrere Unternehmen hinweg.

## Etymologie
Das Fremdwort Logistik bedeutet so viel wie „beherbergen, einquartieren, unterbringen“ (französisch loger, „logieren“) und wurde 1830 zunächst vom Militär für die Theorie und Praxis der Nachschub-, Transport- und Versorgungssysteme verwendet. Das Wort Logistik wurde erstmals 1830 vom französischen Militärtheoretiker Antoine-Henri Jomini verwendet. Er definierte es in seiner Schrift Zusammenfassung der Kriegskunst (französisch Précis de l'Art de la Guerre), die in der Ausgabe von 1830 mit Analytische Tafel (französisch Tableau Analytique) betitelt war und leitet ,(l'art) logistique‘ (deutsch „die Kunst, Truppen einzuquartieren“) vom französischen Wort ,logis‘ (,Unterkunft‘) ab, das wiederum auf das urgermanische *laubja- (,Obdach‘) zurückgeht. Die historische Herleitung des Wortes zeigt den Bezug zum militärischen Nachschubwesen auf, dem die Logistik entspringt. Die Wortbildung verläuft analog und ist homonym zum altgriechischen Wort λογιστική (logistikē, ‚praktische Rechenkunst‘), geht aber auf eine germanische Wurzel zurück.

## Entwicklungstrends
Insbesondere in der Automobil-, Raum- und Luftfahrzeugfertigung übernehmen Logistiker zunehmend ausgelagerte Fertigungsstufen der Vorwärtsintegration von Baugruppen (Auspuff, Achsen, Sitze, Kabelbäume, Ladevorrichtungen, Tanks). Besonderheit ist dabei meist die Anlieferung an der Produktionsstraße nicht nur just-in-time, sondern für flexible Fertigung auch just-in-sequence.

## Geschichte
Historisch hat die Logistik ihren Ursprung im Militärwesen. Schon eine römische Legion verfügte über einen Tross für die Versorgung und den Nachschub der Truppe. Eine Heerstraße (Via Militaris) als Typ einer Römerstraße war extra dafür geplant und gebaut, um nicht nur Truppen schnell verlegen, sondern auch leichter versorgen zu können. In späteren Jahrhunderten und mit der Modernisierung der Kriege wurden viele der römischen Ideen wieder aufgegriffen (Napoleonische Kriege und europäische Befreiungskriege). Im Ersten Weltkrieg bewegten alle Kriegsparteien enorme Materialmengen; er gilt als der erste ‚industrialisierte Krieg‘. Er war geprägt von Materialschlachten; ebenso der Zweite Weltkrieg. Seit Beginn des 20. Jahrhunderts wurde das militärische und zivile Transportwesen immer stärker motorisiert. Das moderne Nachschubwesen stützt sich auf Lkw, Eisenbahn und Flugzeuge.
Viele Militärlogistiker fanden nach dem Zweiten Weltkrieg in der Wirtschaft Arbeit, sodass sich der Begriff Logistik auch dort ausbreitete. Erste Arbeiten amerikanischer Wissenschaftler aus den 1960er Jahren stammten von Smykay, Bowersox, Mossman und beschäftigten sich mit der Distribution von Waren. Das Beispiel eines größeren Unternehmens, das seinen Umsatz um fast 50 % steigern konnte, indem es weltweit die damals hochmodernen Hochregalläger errichtete, um so kürzere Lieferzeiten zu erreichen, sprach sich in der Wirtschaft schnell herum.
In den 1970er Jahren wurden die klassischen Aufgaben der Logistik – Transport, Umschlag, Lagerung – als Bestandteile einer abgegrenzten Logistikabteilung wahrgenommen. Diese Sichtweise hat sich in den folgenden Jahren Schritt für Schritt erweitert. Nachdem die logistischen Optimierungspotenziale in der abgegrenzten Abteilung erschöpft waren, folgte der Aufstieg der Logistik in der Unternehmenshierarchie.
In den 1980er Jahren wurde die Logistik als Querschnittsfunktion eines Unternehmens dargestellt. Ihre Aufgabe änderte sich hin zu der optimalen Gestaltung aller logistischen Prozesse vom Wareneingang bis hin zum Warenausgang eines Unternehmens. Dadurch gelang es den Unternehmen, weitere Prozessoptimierungen umzusetzen.
In den 1990er Jahren entstand der Gedanke der Optimierung kompletter Wertschöpfungsketten, der Supply Chains. Der logistische Optimierungsgedanke ging nun über Unternehmensgrenzen hinaus und betrachtete den kompletten Wertschöpfungszyklus von der Quelle (des Rohmaterials) bis zur Senke (der Entsorgung eines Produktes).
Um das Jahr 2000 wandelte sich die akademische Betrachtung der Logistik erneut. Die festen Supply Chains wichen den Gedanken von losen Logistiknetzwerken, deren verschiedene Teilnehmer jeweils für sich ein lokales Optimum in den Logistikprozessen anstreben, um so Vorteile für das gesamte Netzwerk zu generieren.

## Logistik als Branche
Die Logistik war mit einem Umsatz von 327 Mrd. Euro (2022: 319 Mrd. Euro) und 3,35 Mio. Beschäftigten im Jahr 2023 die drittgrößte Branche in Deutschland. In Europa wurden 2021 ca. 1.180 Mrd. Euro umgesetzt. Der deutsche Logistikmarkt ist der größte Europas mit einem Anteil von 25 %, gefolgt von Frankreich, Großbritannien und Italien. Etwa ein Drittel wird durch Transport umgesetzt.
Die Branche ist geprägt durch eine große Anzahl unterschiedlicher Unternehmen – in Deutschland über 70.000. Dazu zählen überwiegend mittelständische Speditionen, Transporteure, Lagerdienstleister, Hafen- und Flughafenbetreiber, Reedereien, Fluggesellschaften, Eisenbahnverkehrsunternehmen, Bus- und Taxiunternehmen, Kurier-, Express- und Paketdienste (KEP-Dienste), die Post sowie Hersteller von Technik, die sich unter dem Namen Intralogistik zu einer Teilbranche zusammengeschlossen haben. Viele dieser Unternehmen treten ihren Kunden gegenüber als Logistikdienstleister auf.

## Logistik als Wissenschaft
Die Wirtschaftswissenschaften befassen sich mit den wirtschaftlichen Zusammenhängen und Gesetzmäßigkeiten der Logistik.
In der Betriebswirtschaftslehre werden bspw. mittels der Prozesskostenrechnung Kosten der einzelnen Prozesse in einem System ermittelt, aber auch Einflussfaktoren der einzelnen Ströme und deren Auswirkungen. Weiter werden Kennzahlen und Analysefunktionen wie bspw. Kosten-Nutzen-Analyse, Nutzwertanalyse zur Kontrolle und Optimierung der Prozesse eingesetzt. In der betrieblichen Praxis ist die Logistik sehr eng mit der Produktionsplanung und -steuerung verbunden. Die Grenzen zwischen diesen Bereichen sind zunehmend fließend geworden.
Die Volkswirtschaftslehre untersucht die Logistik vor allem als Branche. Untersucht wird aber auch welche Eigenschaften der Logistikmarkt aufweisen muss, um optimal zu funktionieren. Gerade durch die Globalisierung ist es in diesem Bereich zu größeren Veränderungen gekommen.
Die Ingenieurwissenschaften beschäftigen sich mit der technischen Ausführung der Transporteinrichtungen und Ausgestaltung der Transportnetzstrukturen. Zu den Disziplinen gehört die Fördertechnik, die Materialflusstechnik, die Lagertechnik und die Verkehrsbetriebstechnologie. Informationstechnik und Telematik dient der Kontrolle und Steuerung der Ortsänderungsprozesse. Automatisierungstechnik erlaubt, logistische Prozesse zu automatisieren.
Das Operations Research hat viele mathematische Modelle entwickelt die durch logistische Problemstellungen motiviert sind. Bekannt sind beispielsweise Standortmodelle: Sie versuchen in der Regel einen Unternehmensstandort in der Ebene so zu platzieren, dass die entstehenden Transportkosten minimiert werden. Dazu zählen das Steiner-Weber-Modell und das Warehouse Location Problem. Beim Transportproblem sind die Standorte der Warenläger und der Kunden sowie ihre Angebots- und Nachfragemengen bekannt. Es soll jedoch noch entschieden werden, welcher Kunde von welchem Lager beliefert werden soll. Andere Modelle suchen nach kürzesten Wegen, Rundreisen oder Touren. Eine große Rolle spielen Graphen: Orte werden meist als Knoten modelliert und Verbindungen (Straßen) als Kanten.

## Logistik in Streitkräften
In Streitkräften werden logistische Aufgaben als Militärlogistik bezeichnet und durch die Logistiktruppe wahrgenommen.

## Grundlagen der Logistik

### Ziele
Die Ziele der Logistik sind die Erbringung einer hochwertigen Leistung, Qualität und Kostensenkung. Hierbei entstehen Zielkonflikte. Beispielsweise wird ein hoher Lagerbestand zwar die Fehlmengenkosten vermindern sowie die Lieferbereitschaft erhöhen, jedoch steigen dadurch automatisch die Lagerhaltungskosten. Die Logistik-Kostenrechnung dient hierbei als Instrument zur Ermittlung des Optimums.
Generell wird versucht, überflüssige Transporte zu vermeiden. So kann es sein, dass ein Zulieferer mehrere Teile zusammen montiert, weil hierdurch unter dem Strich weniger Transportarbeit anfällt. Bei einer Warenverteilung kann es sinnvoll sein, hiermit eine Spezialfirma (eine Spedition) zu beauftragen. Diese hat dann auch andere Auftraggeber, setzt z. T. moderne Flottensteuerungslösungen ein und kann so teure Leerfahrten besser vermeiden.
Sobald dieser Teil reibungslos funktioniert, liegt es auf der Hand, auch die Terminplanung mit der Bestellung der Vorprodukte und dem Versand der Fertigprodukte hiermit zu verknüpfen. Alle Fachabteilungen haben durch ein Warenwirtschaftssystem die gleiche Informationsbasis. Schließlich erfolgt die Bewertung aller Vorgänge unter buchhalterischen Gesichtspunkten.

### Aufgaben
Pragmatisch wird die Aufgabe durch Reinhardt Jünemann (1989) formuliert: „Der logistische Auftrag besteht darin, die richtige Menge, der richtigen Objekte als Gegenstände der Logistik (Güter, Personen, Energie, Informationen), am richtigen Ort (Quelle, Senke) im System, zum richtigen Zeitpunkt, in der richtigen Qualität, zu den richtigen Kosten zur Verfügung zu stellen.“ Diese Zielvorgabe ist gemeinhin auch als die 6 R der Logistik bekannt. Vielfach findet sich auch eine Beschränkung auf weniger als sechs Ziele (z. B. das richtige Produkt zur richtigen Zeit in der richtigen Qualität am richtigen Ort) unter angepasster Bezeichnung (4-R-Regel). Die Ziele der Logistik werden zunehmend anspruchsvoller. Daher wird mittlerweile auch von Sieben R oder sogar 7R+ gesprochen.
Aufgaben der Logistik sind u. a. Transport, Umschlag, Lagerung, Bereitstellung, Beschaffung und Verteilung von Gütern, Personen, Geld, Informationen und Energie und deren Steuerung, Kontrolle und Optimierung. Die aufgabenorientierte Gliederung der Logistik ist eine gängige Form, da sie in vielen Teillogistikbereichen (u. a. Beschaffungslogistik, Produktionslogistik und Distributionslogistik) zur Anwendung kommt.
Eine logistische Aufgabe ist u. a. der Transport von Gütern vom Produzenten zum Kunden oder vom Verkäufer zum Endkunden. Eine weitere Aufgabe ist u. a. der innerbetriebliche Transport von Waren/Material und Informationen, z. B. Waren aus dem Lager zum Produktionsort zu transportieren, Mitarbeiter mit Informationen und Arbeitsmaterialien zu versorgen usw. So sind die verschiedenen Fachdisziplinen der Logistik mehr oder weniger abhängig von der Effizienz der Infrastruktur der Unternehmen, der Städte usw. aber auch von den technologischen Systemen.
Eine Aufgabe der Distributionslogistik ist die rechtzeitige Planung anhand von allgemeinen Verkehrsverboten, gesetzlichen Feiertagen und zeitlichen Einschränkungen. Ergänzt wird sie durch die Vorbereitung der Transportpapiere unter Wahrung der Sozialvorschriften im Straßenverkehr durch den Disponenten und die Sicherung, Bereitstellung und Kontrolle von Gütern oder Waren während der Lagerung. Eine weitere Aufgabe ist die Beförderung von Schwerlasten (nicht maß- und/oder gewichtsgerechte Frachtgüter) oder der Transport und die Lagerung von Gefahrgut, für die bestimmte erweiterte gesetzliche Vorschriften bestehen. Darunter fallen Ausnahmegenehmigungen und die Stellung von Begleitfahrzeugen inklusive korrekte Gefahrzeichen-Verbringung am Fahrzeug, das diesen Transport durchführen soll. Für andere Bereiche sind neben zollrechtlichen Vorschriften auch CEMT-Genehmigungen erforderlich. Besonderes Augenmerk hat die innergemeinschaftliche Lieferung.
Der Disponent entscheidet auch, ob Huckepackverkehr oder intermodaler bzw. multimodaler Verkehr sinnvoll sind oder welcher Verkehrsträger über welchen Verkehrsweg gewählt werden soll.

### Bereiche der Logistik
Die Logistik stellt für Gesamt- und Teilsysteme in Unternehmen, Konzernen, Netzwerken und virtuellen Unternehmen kunden- und prozessorientierte Lösungen bereit. Logistik (im betriebswirtschaftlichen Sinne Warenbewegung) verbindet die betrieblichen Bereiche Lagerung und Transportwesen. Unter dem Lohnkostendruck und mit Hilfe eines Warenwirtschaftssystems war es notwendig und möglich diese beiden Bereiche unter einer gemeinsamen Strategie zusammenzufassen.

#### Funktionsbereiche
- Innerbetrieblicher Transport
- Außerbetrieblicher Transport

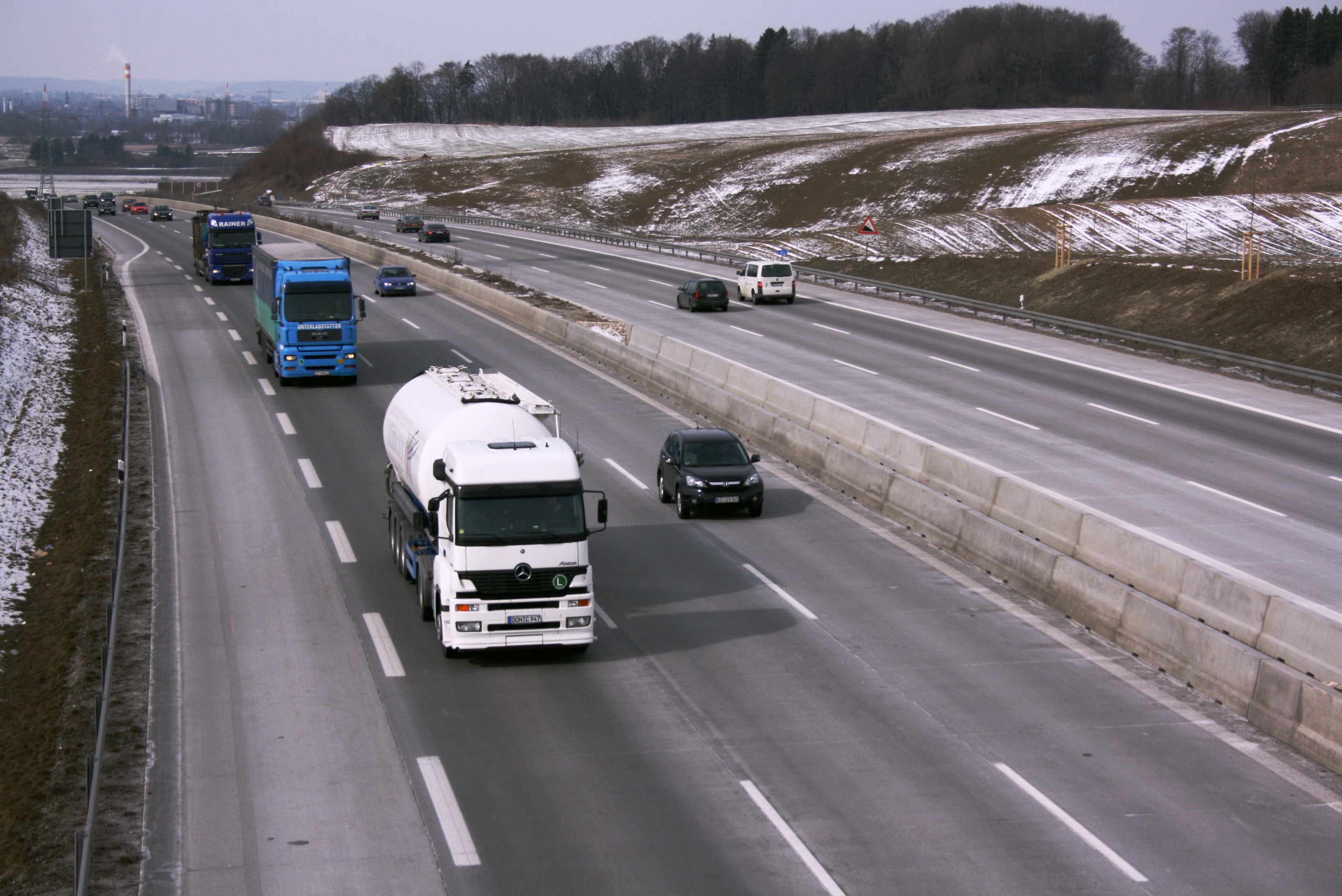
Gütertransport über die Autobahn

- Umschlag (Beladen, Entladen sowie Umladen)
- Lagerhaltung / Bestandsmanagement und Kommissionierung
- Warenprüfung und Handhabung
- Verpackungen
- Informationslogistik: Information entgegengesetzt dem Materialfluss. Diese Informationen müssen optimal zur Verfügung gestellt werden. Mit der Lieferung verläuft die Information zu den Gütern parallel zum Materialfluss.
- Lagerlogistik: Planung und Betrieb von Lagersystemen (Lagerstandort, Lagertechnik, Lagerorganisation usw.)

#### Fachdisziplinen der Logistik

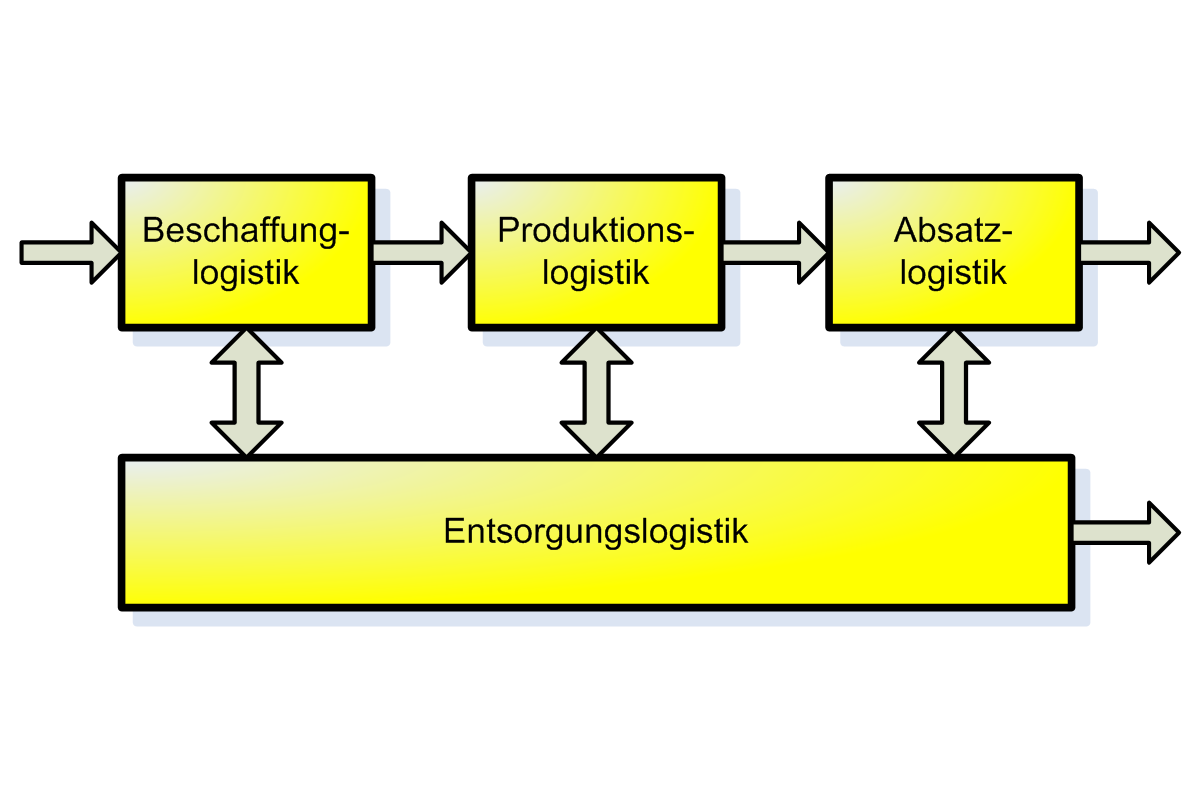
Subsysteme der Logistik

Man untergliedert in der Betriebswirtschaftslehre die Logistik im engeren Sinne horizontal auch in die vier Subsysteme:
1. Beschaffungslogistik: optimale und zeitgerechte Zulieferung und Beschaffung von benötigten Gütern. Teilbereich der Inbound-Logistik
2. Produktionslogistik: Planung, Steuerung und Überwachung der innerbetrieblichen Transport-, Umschlags- und Lagerprozesse
3. Distributionslogistik (Vertriebs-, Absatzlogistik): Verteilung oder Zustellung bzw. Vertrieb von Gütern, auch Outbound-Logistik genannt,
4. Entsorgungslogistik (Reverse-Logistik): Rücknahme von Abfällen und Rückständen zur Beseitigung oder Verwertung, Recycling

#### Teilbereiche der Logistik
- Lagerlogistik: beinhaltet die Planung, Durchführung und Kontrolle aller logistischen Maßnahmen bezüglich der Standortwahl des Lagers, Gestaltung optimaler Lagersysteme und Lagerorganisation sowie der Lagertechnik.
- Transportlogistik: beschäftigt sich mit der physikalischen Verbringung von Gütern zwischen verschiedenen Orten innerhalb von Logistiknetzwerken. Nach Art der Tätigkeit wird auch zwischen Lagerlogistik (Lagerwesen), Verpackungslogistik und Transportlogistik unterschieden. Häufig taucht in diesem Zusammenhang auch der Begriff Intralogistik auf, der in der Regel die kompletten logistischen Vorgänge an einem Standort übergreifend zusammenfasst und je nach Betrieb eine Kombination aus Produktionslogistik, Lagerlogistik und Verpackungslogistik darstellt.
- Krankenhauslogistik: beschäftigt sich mit den spezifischen logistischen Prozessen und Transportströmen in Krankenhäusern
- Kontraktlogistik: TUL-Prozesse (Transport/Umschlag/Lagerung) im Rahmen eines Vertrages zwischen Dienstleister und Kunden, wobei ein bestimmter Mehrwert durch bestimmte Arbeiten wie zum Beispiel durch Kommissionieren, Fakturieren, Konfektionierung und so weiter erreicht werden soll.
- Logistik von Tiefkühlkost und weiteren kühlpflichtigen Produkten werden mit Kühllastwagen befördert.
- Pharmalogistik: Die Pharmalogistik ist ein spezielles Teilgebiet der Logistik und umfasst grundsätzlich alle logistischen Prozesse der Pharmaindustrie und der nachgeordneten Distributoren. Dadurch wird die Verfügbarkeit von Arzneimitteln und der Wirk- und Einsatzstoffe, die für die Herstellung dieser Arzneimittel benötigt werden, entlang der gesamten Lieferkette sichergestellt. Die Verfügbarkeit von Arzneimitteln basiert auf Beschaffungs- und Vertriebsstrategien der Marktteilnehmer wie Pharmaunternehmen, Großhändler und Apotheken.
- Informationslogistik: beinhaltet die strategische Planung und Entwicklung aller für die Geschäftsprozessabwicklung und die für den Informationsaustausch erforderlichen Informationssysteme und Prozesse sowie die Sicherstellung einer hohen Qualität und die durchgängige Verfügbarkeit der bereitgestellten Informationen.
- Ersatzteillogistik: beinhaltet die Sicherstellung der Einsatzfähigkeit der verkauften Produkte durch Ersatz- oder Wartungsprodukt und ist ein Teilgebiet der Distributionslogistik. Für die Investitionsgüterindustrie ist die Ersatzteillogistik für den After Sales Service von großer Bedeutung.
- Internationale Logistik: Ein nicht unwesentlicher Faktor ist die Bürokratie bei grenzüberschreitender Beschaffung. Länderspezifische Bestimmungen gehören vor einem Verkaufsabschluss geprüft. Notwendige Export- und Importlizenzen, Ursprungszeugnisse etc. müssen vor der Disposition besorgt werden.

## Arbeitsmarkt und Ausbildungen
Die Logistik hat sich zu einem Berufsfeld für gewerbliche und kaufmännische Berufe sowie für Ingenieure und Betriebswirte auf akademischer Ebene entwickelt. Tätigkeiten in der Logistik sind sehr vielfältig und reichen von Stapler- und Lkw-Fahrern, Lageristen, Kommissionierern und Disponenten über Speditionskaufleute, Einkäufern und Supply-Chain-Managern, hin zu Konstrukteuren, Logistikplanern und -controllern. Der Logistics Performance Index 2014, eine Studie der Weltbank, sieht in der Ausbildung von Logistikfachleuten und Supply Chain Management-Spezialisten eine der wichtigsten Aufgaben für das Funktionieren der Weltwirtschaft.
Führungspositionen im mittleren oder oberen Management erfordern einen akademischen Abschluss. Es gibt zahlreiche Hochschulen, die Bachelor- oder Masterprogramme mit Spezialisierung in Logistik und Supply Chain Management anbieten. Die Kühne Logistics University hat sich auf das Studium der Logistik spezialisiert. Hohe Logistikanteile findet man in den Studiengängen des Wirtschaftsingenieurwesens, mit durchschnittlich 12 Semesterwochenstunden (SWS) und der Betriebswirtschaftslehre (10 SWS), der Wirtschaftsinformatik und dem Verkehrswesen (je 9 SWS). Mit etwas Abstand folgt der Maschinenbau (6 SWS).
2023 fanden in Deutschland 3,3 Millionen Menschen Arbeit in der Logistik. Arbeitgeber sind Speditionen, Bahnbetriebe, Häfen und Flughäfen, Güterverkehrszentren, Onlinehändler, Busunternehmen oder Hersteller von technischen Einrichtungen.

## Logistik-Optimierungsansätze
Moderne Logistikkonzepte wie Efficient Consumer-Response, Just-in-time-Produktion, Supply Chain Event Management, Warengruppenmanagement oder Kanban tragen zur Effizienzsteigerung in der Logistik bei.
Ein zentraler Bestandteil der Weiterentwicklung ist die Logistik 4.0, ein Anwendungsgebiet der Industrie 4.0, das auf die Vernetzung und Integration aller logistischen Prozesse abzielt. Dies umfasst die digitale Zusammenarbeit zwischen Lieferanten, Händlern, Herstellern und Kunden. Technologische Grundlagen hierfür sind der elektronische Datenaustausch, RFID, Strichcodes, Enterprise-Resource-Planning (ERP)- und Advanced Planning and Scheduling (APS)-Systeme sowie die Sendungsverfolgung, die eine effiziente Steuerung und Überwachung der Lieferketten ermöglichen.

## Nachhaltige Logistik
Die Forderung nach einem nachhaltigen Wirtschaften ist spätestens seit 2009 auch in der Logistik angekommen. Die Logistik gilt jedoch vor allem beim Thema Schadstoffemissionen als Problemverursacher und nicht als Problemlöser. Diesem Paradigma wird mit dem Ansatz der Grünen Logistik versucht zu begegnen. Erst in jüngerer Zeit wird der Begriff „Nachhaltige Logistik“ mit allen drei Dimensionen der Nachhaltigkeit stärker betrachtet. Experten schlagen hierzu eine Vielzahl von Herangehensweisen vor, wie z. B. technische Innovationen, nachhaltige Logistiksysteme und Prozessoptimierungen innerhalb der Logistikketten.